# 馬淵川
馬淵川（まべちがわ）は、岩手県北部および青森県南部を流れる一級河川。馬淵川水系の本流である。馬渕川と表記する場合もある。

## 地理
岩手県葛巻町東部の北上高地袖山付近に源を発し南へ流れたのち北西に転じる。青森県に入り北東に向きを変え、八戸市街地を流れ八戸市大字河原木で太平洋に注ぐ。最下流部に八太郎大橋が架かり、河口付近に八戸港が位置する。かつての河口は八戸大橋付近にあり、河口直前で新井田川と合流していたが、洪水対策のため工事によって両河川の河口は分けられ、かつての馬淵川最下流の流域だった場所は現在、八戸工業港となっている。

## 名称の由来
馬淵川の名称の由来については諸説がある。
- アイヌ語のマ・ベツ（大きな川）に由来する[3]。
- 「俊涼」という馬がこの川の淵に入水した伝説に由来する[4]。

## 事故
流れが速いため、釣り客の溺死が多く非常に危険な川である。

## 流域の自治体
岩手県
岩手郡葛巻町、二戸郡一戸町、二戸市
青森県
三戸郡三戸町、南部町、八戸市

## 支流
括弧内は流域を示す
- 安比川（岩手県八幡平市、二戸市）
- 熊原川（青森県三戸郡田子町、三戸町）
- 如来堂川（南部町）
- 坂牛川（八戸市）
- 浅水川（八戸市、五戸町） かつては四戸川と呼ばれていた可能性がある。
- 土橋川（八戸市）
  - なお浅水川、土橋川は放水路も設備されている。

### 支流のリスト
※下流側より記載。
| 川名   | 川名     | 川名     | 川名     | よみ         | 長さ (km) | 流域面積 (km2) | 特記事項 | 5.0 | 2.5 | 出典              |
| ------ | -------- | -------- | -------- | ------------ | --------- | -------------- | -------- | --- | --- | ----------------- |
| 馬淵川 | 馬淵川   | 馬淵川   | 馬淵川   | まべちがわ   | 142.0     | 2050.0         |          | ○   | ○   | [ 5 ] [ 6 ] [ 7 ] |
| ┠      | 土橋川   | 土橋川   | 土橋川   | つちはしがわ | 11.6      | 12.8           |          |     |     | [ 5 ] [ 6 ] [ 7 ] |
| ┠      | 坂牛川   | 坂牛川   | 坂牛川   |              |           |                |          |     |     | [ 5 ] [ 6 ] [ 7 ] |
| ┃      | └        | 盲堤沢   | 盲堤沢   |              |           |                |          |     |     | [ 5 ] [ 6 ] [ 7 ] |
| ┠      | 浅水川   | 浅水川   | 浅水川   |              | 34.0      | 122.3          |          | ○   | ○   | [ 5 ] [ 6 ] [ 7 ] |
| ┠      | 如来堂川 | 如来堂川 | 如来堂川 |              |           |                |          |     |     | [ 5 ] [ 6 ] [ 7 ] |
| ┠      | 猿辺川   | 猿辺川   | 猿辺川   |              |           |                |          |     |     | [ 5 ] [ 6 ] [ 7 ] |
| ┃      | └        | 小猿辺川 | 小猿辺川 |              |           |                |          |     |     | [ 5 ] [ 6 ] [ 7 ] |
| ┠      | 熊原川   | 熊原川   | 熊原川   |              |           |                |          |     |     | [ 5 ] [ 6 ] [ 7 ] |
| ┃      | ├        | 種子川   | 種子川   |              |           |                |          |     |     | [ 5 ] [ 6 ] [ 7 ] |
| ┃      | │        | └        | 相米川   |              |           |                |          |     |     | [ 5 ] [ 6 ] [ 7 ] |
| ┃      | └        | 杉倉川   | 杉倉川   |              |           |                |          |     |     | [ 5 ] [ 6 ] [ 7 ] |
| ┠      | 金田一川 | 金田一川 | 金田一川 |              |           |                |          |     |     | [ 6 ]             |
| ┠      | 仁佐平川 | 仁佐平川 | 仁佐平川 |              |           |                |          |     |     | [ 6 ]             |
| ┠      | 十文字川 | 十文字川 | 十文字川 |              |           |                |          |     |     | [ 6 ]             |
| ┠      | 白鳥川   | 白鳥川   | 白鳥川   |              |           |                |          |     |     | [ 6 ]             |
| ┠      | 安比川   | 安比川   | 安比川   |              |           |                |          |     |     | [ 6 ]             |
| ┃      | ├        | 岡本川   | 岡本川   |              |           |                |          |     |     | [ 6 ]             |
| ┃      | ├        | 打田内川 | 打田内川 |              |           |                |          |     |     | [ 6 ]             |
| ┃      | ├        | 黒沢川   | 黒沢川   |              |           |                |          |     |     | [ 6 ]             |
| ┃      | └        | 鍋越川   | 鍋越川   |              |           |                |          |     |     | [ 6 ]             |
| ┃      |          | └        | 白沢川   |              |           |                |          |     |     | [ 6 ]             |
| ┠      | 二ツ石川 | 二ツ石川 | 二ツ石川 |              |           |                |          |     |     | [ 6 ]             |
| ┠      | 小井田川 | 小井田川 | 小井田川 |              |           |                |          |     |     | [ 6 ]             |
| ┠      | 女鹿川   | 女鹿川   | 女鹿川   |              |           |                |          |     |     | [ 6 ]             |
| ┠      | 平糠川   | 平糠川   | 平糠川   |              |           |                |          |     |     | [ 6 ]             |
| ┃      | ├        | 小繋川   | 小繋川   |              |           |                |          |     |     | [ 6 ]             |
| ┃      | └        | 宇別川   | 宇別川   |              |           |                |          |     |     | [ 6 ]             |
| ┠      | 山形川   | 山形川   | 山形川   |              |           |                |          |     |     | [ 6 ]             |
| ┠      | 元町川   | 元町川   | 元町川   |              |           |                |          |     |     | [ 6 ]             |

## 並行する交通

### 鉄道
- IGRいわて銀河鉄道
- 青い森鉄道

### 道路
- 国道340号（最上流部）
- 国道4号
- 国道104号
- 国道45号

## 橋梁
- 大平橋
- 泥這橋
- 下泥這橋
- 上泥這橋 - 岩手県道202号普代小屋瀬線
- 馬淵橋
- 大道橋
- 荒沢口橋 - 国道340号
- 落合橋
- 名称不明の橋
- 本木橋
- 西里大橋
- 名称不明の橋
- 日渡橋 - 国道340号
- 名称不明の橋x2
- 袖山口橋
- 名称不明の橋x4
- 中村橋
- 寺田橋
- 大沢口橋
- 野中橋 - 国道340号
- 大橋
- 名称不明の橋x2
- 堀の内橋 - 国道340号
- 砂子橋
- 名称不明の橋
- 泡淵橋
- 古川戸橋
- たれやなぎ橋
- 上ノ橋
- 上村橋
- 小田橋 - 岩手県道15号一戸葛巻線
- 田野橋
- 名称不明の橋x2
- 正路橋
- 前里橋 - 岩手県道15号一戸葛巻線
- 岩上橋 - 岩手県道15号一戸葛巻線
- 名前端橋 - 岩手県道15号一戸葛巻線
- 市部内橋
- 下冬部橋
- 尻高橋 - 岩手県道15号一戸葛巻線
- 青刈橋 - 岩手県道15号一戸葛巻線
- 名称不明の橋 - 岩手県道15号一戸葛巻線
- 名子根橋 - 岩手県道271号姉帯戸田線
- 薬師橋 - 岩手県道15号一戸葛巻線
- 鬼淵橋 - 岩手県道15号一戸葛巻線
- 川久保橋
- 名称不明の橋  - IGRいわて銀河鉄道
- 野中橋 - 国道4号（陸羽街道、奥州街道）
- 名称不明の橋  - IGRいわて銀河鉄道
- 小姓堂橋  - 岩手県道274号二戸一戸線
- 岩根橋
- 碧橋
- 西法寺橋
- しのぶ橋 - 岩手県道274号二戸一戸線
- 名称不明の橋
- 万代橋 - 岩手県道274号二戸一戸線
- 中田橋 - 岩手県道210号一戸浄法寺線
- 名称不明の橋  - IGRいわて銀河鉄道
- 馬淵川橋  - 八戸自動車道
- 八木沢橋
- 第1馬淵川橋梁 - 東北新幹線
- 鳥越橋
- 希望大橋 - 岩手県道6号二戸五日市線
- 馬仙大橋 - 国道4号
- 第2馬淵川橋梁 - 東北新幹線
- 名称不明の橋 - IGRいわて銀河鉄道
- 荒瀬橋 - 岩手県道274号二戸一戸線
- 川原橋 - 岩手県道274号二戸一戸線
- 二戸大橋 - 岩手県道24号二戸九戸線
- 日金橋 - 国道4号
- 上之橋
- 天神橋 - 岩手県道264号二戸軽米線
- 斗米橋
- 長瀬橋 - 岩手県道274号二戸一戸線
- 荒田橋
- 八ツ矢橋 - 国道395号（九戸街道）
- 石淵橋
- 金田一大橋 - 国道4号
- 府金橋
- 第3馬淵川橋梁 - 東北新幹線
- 下山井大橋 - 国道4号
- 姉滝大橋 - 国道4号
- 名称不明の橋 - IGRいわて銀河鉄道
- 豊年橋 - 岩手県道241号上斗米金田一線
- 下豊年橋
- 青岩橋
- 青岩大橋 - 国道4号
- 名称不明の橋 - IGRいわて銀河鉄道
- 目端橋
- 名称不明の橋 - 青い森鉄道
- 名称不明の橋
- 名称不明の橋 - 青い森鉄道
- 三戸望郷大橋 - さんのへフルーツロード
- 梅泉橋 - 青森県道134号櫛引上名久井三戸線
- 名称不明の橋 - 青い森鉄道
- 住谷橋 - 青森県道258号三戸南部線
- 馬淵橋 - 国道4号
- 南部大橋 - 国道4号
- 古牧橋 - 青森県道258号三戸南部線
- 名称不明の橋 - 青い森鉄道
- 名称不明の橋 - 青い森鉄道
- 赤石橋 - 青森県道222号赤石沖田面線
- 名称不明の橋 - 青い森鉄道
- 高瀬橋- 青森県道224号高瀬諏訪平停車場線
- 名川大橋
- 名久井橋 - 青森県道33号軽米名川線
- 剣吉橋 - 青森県道42号名川階上線
- 福田大橋 - 青森県道223号福田苫米地線
- 苫米地橋
- 福地橋
- 小滝橋
- 第4馬淵川橋梁 - 東北新幹線
- 法師岡橋 - 青森県道225号中野北高岩停車場線
- 櫛引馬淵川橋 - 八戸自動車道
- 櫛引水道管橋
- 櫛引橋 - 国道104号
- 尻内橋 - 青森県道20号八戸三沢線
- 根城大橋
- 大橋（ふれあい橋） - 国道104号
- 名称不明の橋 - 八戸線
- 馬淵大橋 - 国道45号
- 馬淵大堰（馬淵川大堰管理橋）
- 沼館大橋
- 新大橋
- 八太郎大橋

## 環境
2006年10月二戸市土地改良区大釜揚水機場に、PCB廃棄物として保管されていた農業揚水機用高圧コンデンサー1台を入れたステンレス製の100リットルドラム缶が増水により流失した。翌年7月に発見されたものの水害を受けやすい場所に有害物質を保管していた管理上の問題が指摘された。
- 2006年10月7,8日：大雨により馬淵川が増水し、ポンプ小屋のドアが破損。
- 2006年11月23日：土地改良区の管理人が堆積した小屋の土砂を撤去した際にドラム缶が紛失していることに気づく。
- 土地改良区は、二戸市内の河川敷の青森県境までの約5キロの間を捜索。
- 2006年12月1日：二戸署へ遺失物届を提出。
- 2006年12月7日：岩手県が流失事故の可能性を発表。
- 2006年12月9,10日：土地改良区は、二戸市および二戸地方振興局と共同で二戸市から八戸市まで約50kmの河川敷を捜索。
- 2007年7月6日：紛失したドラム缶を青森県三戸町内で発見。